# Nyctobia anguilineata
Nyctobia anguilineata là một loài bướm đêm trong họ Geometridae.